# El Club de la Pelea Tour
El Club de la Pelea Tour es la novena gira musical de la banda argentina de rock Airbag, en apoyo de su octavo disco de estudio, El club de la pelea, publicado el 27 de marzo de 2025. La gira comenzó el 31 de mayo en el Estadio de River Plate y tiene previsto visitar Latinoamérica y España.

## Antecedentes
Durante el Jinetes Cromados Tour, la banda presentó su séptimo álbum, Al parecer todo ha sido una trampa. El 7 de diciembre de 2023, previo a su concierto en el Estadio José Amalfitani, estrenaron «Nunca Lo Olvides», el primer corte de difusión del futuro álbum, estrenándolo en vivo en la fecha prevista. Posteriormente, presentarían el sencillo durante todo el 2024 en Latinoamérica y España, mientras a la vez grababan el nuevo disco.
El 5 de diciembre, previo a la triple fecha el 20, 21 y 22 de diciembre nuevamente en el Estadio de Vélez, lanzaron el segundo adelanto del álbum titulado «Anarquía en Buenos Aires», y exactamente una semana después, el 12 de diciembre, el tercer corte de difusión titulado «Verte de cerca». Justamente, previo al inicio de los conciertos en Vélez, la banda anunció el nuevo nombre del álbum, denominado El club de la pelea, y el mes de lanzamiento, en marzo de 2025.
El 18 de marzo, la banda anunció el día de lanzamiento del álbum para el 27 de marzo, y que se dividiría en varias partes, siendo la primera lanzada este día. Dos días después, Airbag anunció su primer recital en el Estadio de River Plate, el 31 de mayo, como parte de presentación del nuevo disco, posteriormente por localidades agotadas, agregarían una función más, para el 1 de junio.
Como parte de la promoción del álbum, el 15 de mayo, la banda lanzaría «El hombre puerco» que también estaría dentro de la primera parte del álbum. Así igualmente, como con «Especial 56» e «Irme lejos» que fueron publicados el 22 y 27 de mayo.
Pasados sus dos shows en River, el 11 de junio anunciarían la gira formal del disco por el interior de Argentina, España, Uruguay, Ecuador, Colombia, México y con más fechas que confirmar. El 6 de agosto, Airbag anunciaría un tercer concierto en el Estadio de River, el 5 de octubre, titulado por la propia banda, como el «tercer round».

## Repertorio
El siguiente listado representa la lista de canciones interpretadas durante el 31 de mayo de 2024 en Buenos Aires, y no representa el mismo repertorio en la totalidad de la gira.
1. «Jinetes cromados»
2. «Anarquía en Buenos Aires»
3. «Perdido»
4. «Corazón lunático»
5. «Vivamos el momento»
6. «Verte de cerca»
7. «No confíes en tu suerte»
8. «Pensamientos»
9. «Extrañas intenciones»
10. «Por eso nadie recordará tu nombre»
11. «Nunca lo olvides»
12. «Huracán»
13. «Irme lejos»
14. «Motor enfermo (Frankenstein)»
15. «El hombre puerco»
16. «Cae el sol»
17. «Cuchillos guantanamera»
18. «Especial 56»
19. «Cicatrices»
20. «Apocalipsis confort»
21. «El sueño del pibe»
22. «Por mil noches»

Encore
1. «Himno Nacional Argentino»
2. «Adios Nonino»
3. «Colombiana»
4. «Como un diamante»
5. «Kalashnikov»
6. «Solo aquí»

## Fechas
| Fecha                    | Ciudades              | País      | Recinto                              |  |
| ------------------------ | --------------------- | --------- | ------------------------------------ |  |
| Latinoamérica            |                       |           |                                      |  |
| 31 de mayo de 2025       | Buenos Aires          | Argentina | Estadio de River Plate               |  |
| 1 de junio de 2025       | Buenos Aires          | Argentina | Estadio de River Plate               |  |
| Europa                   |                       |           |                                      |  |
| 22 de junio de 2025      | Sevilla               | España    | Plaza de España                      |  |
| 28 de junio de 2025      | Alicante              | España    | Multiespacio Rabasa                  |  |
| Latinoamérica            |                       |           |                                      |  |
| 11 de julio de 2025      | Córdoba               | Argentina | Plaza de la Música                   |  |
| 12 de julio de 2025      | Córdoba               | Argentina | Plaza de la Música                   |  |
| 13 de julio de 2025      | Córdoba               | Argentina | Plaza de la Música                   |  |
| 17 de julio de 2025      | Rosario               | Argentina | Metropolitano                        |  |
| 18 de julio de 2025      | Rosario               | Argentina | Metropolitano                        |  |
| 26 de julio de 2025      | Montevideo            | Uruguay   | Antel Arena                          |  |
| 27 de julio de 2025      | Montevideo            | Uruguay   | Antel Arena                          |  |
| 15 de agosto de 2025     | Mar del Plata         | Argentina | Estadio Polideportivo Islas Malvinas |  |
| 16 de agosto de 2025     | Mar del Plata         | Argentina | Estadio Polideportivo Islas Malvinas |  |
| 17 de agosto de 2025     | Mar del Plata         | Argentina | Estadio Polideportivo Islas Malvinas |  |
| 21 de agosto de 2025     | Quito                 | Ecuador   | Ágora Casa de la Cultura             |  |
| 23 de agosto de 2025     | Bogotá                | Colombia  | Royal Center                         |  |
| 28 de agosto de 2025     | Salta                 | Argentina | Estadio Delmi                        |  |
| 29 de agosto de 2025     | Salta                 | Argentina | Estadio Delmi                        |  |
| 30 de agosto de 2025     | Salta                 | Argentina | Estadio Delmi                        |  |
| 4 de septiembre de 2025  | Neuquén               | Argentina | Estadio Ruca Che                     |  |
| 13 de septiembre de 2025 | San Miguel de Tucumán | Argentina | Predio Castillo                      |  |
| 26 de septiembre de 2025 | San Salvador de Jujuy | Argentina | Estadio 23 de Agosto                 |  |
| 27 de septiembre de 2025 | Luján de Cuyo         | Argentina | Multiespacio Cultural                |  |
| 4 de octubre de 2025     | Santa Fe              | Argentina | Predio Estación Belgrano             |  |
| 5 de octubre de 2025     | Buenos Aires          | Argentina | Estadio de River Plate               |  |
| 11 de octubre de 2025    | Asunción              | Paraguay  | Jockey Club                          |  |
| Europa                   |                       |           |                                      |  |
| 19 de octubre de 2025    | Barcelona             | España    | Razzmatazz                           |  |
| 26 de octubre de 2025    | Madrid                | España    | Live Las Ventas                      |  |
| Latinoamérica            |                       |           |                                      |  |
| 15 de noviembre de 2025  | Ciudad de México      | México    | Teatro Metropólitan                  |  |

### Fechas canceladas
| Fecha               | Ciudades | País   | Lugar           | Motivo |
| ------------------- | -------- | ------ | --------------- | --- |
| 27 de junio de 2025 | Madrid   | España | Iberdrola Music | El artista mexicano Peso Pluma no podrá asistir al festival por problemas logísticos y por ende, se cancelo el festival. |